# Яніс Петерс
Я́ніс Пе́терс (латис. Jānis Peters; 30 червня 1939, Прієкуле — 27 січня 2025) — латвійський поет, публіцист, радянський політик і латвійський дипломат та громадський діяч. Перший посол незалежної Латвії в новій Росії. Провідна фігура Латвійського народного фронту. На вірші Петерса, Раймонд Паулс писав музику. Редактор відділу прози «Ļeņina Ceļš» (1963—1964), «Cīņa» (1964—1967) і журналу «Zvaigzne». Перший секретар Спілки письменників Латвійської РСР (1985—1990).

## Твори
- «Kaist pīlādzis sniegā» Liepājas laikr. «Komunists» 196l.24.II.
- «Dzirnakmens» (1968);
- «Asinszāle» (1970);
- «Mans bišu koks» (1973);
- «Priekšnojautas» (1979);
- «Modinātāju remonts»(1980);
- «Izlase» (1982);
- «Tautas skaitīšana» (1984);
- «Trīs dārgas mantas» (1984);
- «Kovārnis korī» (1988);
- «Es tevi mīlu», izd.Jumava(1998);
- «Baltijas toverī sālīti…» (разом з D. Avotiņu, 1973) — apraksti;
- «Kalējs kala debesīs» (1981) — esejas;
- «Balta ziemeļu sūna» (1977, про К. Валдемара),
- «Līdz durvīm septiņi soļi» (1980).